# Gökhan
Gökhan er et tyrkisk drengenavn.Gök betyder Himmel og Han betyder Hersker, så Gökhan betyder himmelhersker

## Kendte
- Gökhan Inler – schweizisk fodboldspiller